# Sebastiano Paride Lodron

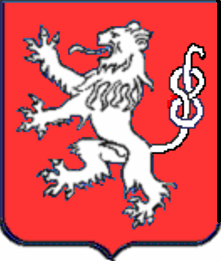
Stemma dei Lodron

Il conte Sebastiano Paride Lodron (Salò, 1572 – Trento, 1611) è stato un condottiero ed ecclesiastico italiano, esponente della nobiltà trentina.

## Biografia
Sebastiano Paride Lodron era figlio primogenito del conte Sigismondo Lodron (1532-1563) e di Margherita Roggendorf. Rimasto orfano da giovanissimo del padre, la madre si risposò con il conte Gerolamo Lodron detto “Barbarossa”, fu affidato alla custodia della nonna paterna e educato dal parroco di Anfo, don Giacomo Bonardelli, per proseguire poi gli studi all'Università di Ingolstadt.
Da giovane militò in Spagna come colonnello di cavalleria fra le armate del re Filippo II di Spagna e partecipò alle guerre del Portogallo tra il 1582-1584. Fu reggente della Contea di Lodrone, nonché "Signore del castello di San Giovanni e della Valvestino", nella quale inviava missionari a predicare la quaresima e ove si intratteneva a lungo in estate-autunno per la caccia, cavaliere dell'Ordine di San Giacomo.
Il 30 maggio del 1539 riconosceva ufficialmente i confini riguardo al noto caso del villaggio di Droane, che erano stati definiti fra gli uomini e i comuni di Tignale e di Val Vestino con un accordo stipulato due mesi prima, il 12 e il 13 marzo.

### L'istituzione del seminario di Santa Giustina a Salò

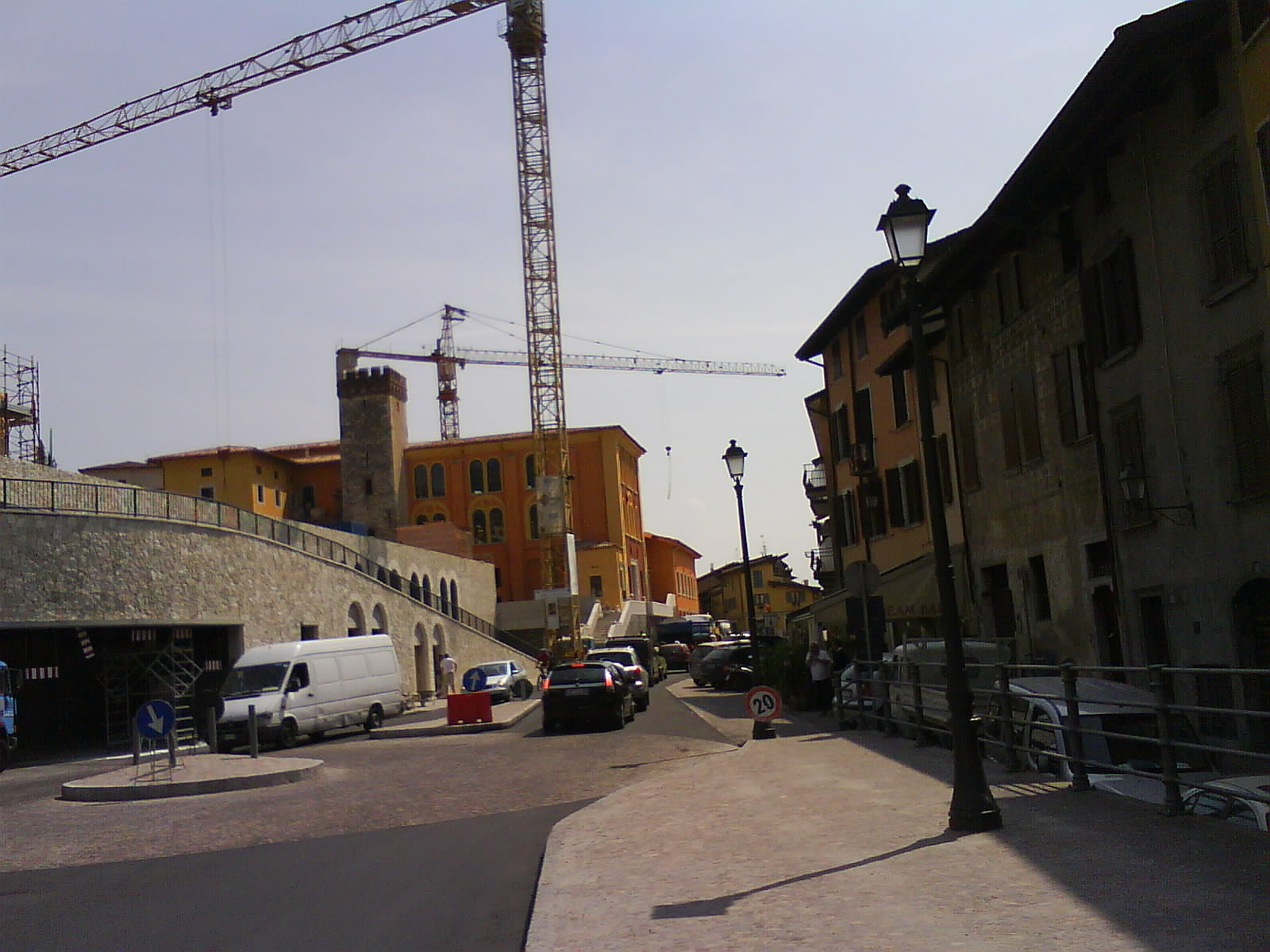
Salò. L'ex collegio Civico o ex seminario di Santa Giustina di via Brunati

La presenza documentata a Salò della nobile famiglia Lodron, secondo lo storico madernese Guido Lonati, è riconducibile al 1453, ove possedeva una casa civile. Alla fine del Cinquecento i beni immobili erano più che quadruplicati con due corpi di case con corte e cortivi in località Rive dal valore stimato in lire 8.000. Altro corpo di casa in contrada di San Rocco più appezzamenti arativi e ortivi nella contrada delle Rive e infine terreno coltivato a vite sempre in contrada San Rocco.
Salò, possedimento della Repubblica di Venezia, a quei tempi era una piccola cittadina tra le più operose fra quelle della riviera gardesana, capoluogo della Magnifica Patria, ricca di istituzioni pubbliche, e tutta dedita ai traffici commerciali tra la pianura e la montagna.
Dopo aver conosciuto gli splendori ed i vizi della corte imperiale di Vienna e quella papale di Roma, nel 1584, Sebastiano Paride Lodron si trasferì a  Salò. Sposato a Violante d'Arco (1586-1601), si prodigò nell'istituzione di opere benefiche e, tramite l'ufficio di san Carlo Borromeo, al quale offrì 1 000 ducati rendita, nel vano tentativo di far erigere il capoluogo rivierasco a Vescovado. La faccenda era nata quando la nonna del conte Sebastiano, la contessa di Sant'Angelo, Domitilla Grifoni, di origini cremonesi, aveva ottenuto dalla Santa Sede una sede vescovile a Crema.
Intenzionato ad ottenere lo stesso privilegio per Salò, Sebastiano Paride Lodron, propose l'affare al Consiglio Speciale della comunità che subito accettò, visto che era pure vacante la sede vescovile a Brescia, e delegò a trattare a Roma il cappuccino padre Maria Bellintani. La Curia papale gradì di buon favore l'offerta, ma i comuni della Riviera, in special modo quello di Maderno, ai quali era stato richiesto il consenso, temendo che Salò potesse diventare ulteriormente sempre più importante, si opposero affossando i desideri dell'illustre Conte.
Nel novembre del 1586 il Comune di Salò avviò le procedure, sostenute dal citato padre Maria Bellintani, per condurre nella cittadina i Padri Somaschi della Misericordia a insegnarvi grammatica, umanità e per esercitarvi i normali atti di culto. Il 29 agosto 1587 il consiglio destinò in un primo momento una certa somma per provvedere al vitto dei religiosi, ma urgendo pensare anche all'abitazione e all'arredamento stanziò poi 500 ducati d'argento per fabbricare una chiesa e monastero.
Qui intervenne il conte Sebastiano Paride, che di tasca propria acquistò il sito delle "Chiodere", addossato all'antica cinta muraria, dando così inizio alla costruzione del convento di Santa Giustina, mentre il Comune sgravato dalla spesa dei 500 ducati, già destinati all'acquisto del fondo, li versò ai padri Somaschi per l'edificazione della chiesa.
Il 5 ottobre del 1595 il conte Lodron, con altri benefattori salodiani, creava la Pia Congregazione della Carità Laicale che, ordinata in 15 articoli, si prefiggeva il compito di distribuire l'elemosina in Salò ai poveri bisognosi, con preferenza agli infermi, suddividendo il territorio del Comune in sei sestrieri o colonnelli, a ognuno dei quali era destinato uno dei deputati.
Nello stesso periodo provvide pure al trasferimento, previa autorizzazione del vescovo di Brescia e del senato Veneto, del seminario per i dodici giovani chierici di Valvestino, fondato nel 1570 da suo padre Sigismondo, dal conventino del Caffaro a Salò nel suo palazzo, oggi sede dell'ex collegio Civico e asilo comunale di via Brunati, affidandolo alla direzione dei Somaschi, ma mantenendo lui stesso la sorveglianza sulla scuola.
Istituì altresì una Congregazione della Misericordia o di S. Maria e una Casa del Soccorso o delle Convertite che restò attiva fino al 1697. Quest'ultima istituzione creò non pochi grattacapi in quanto “spesso le ospiti lo disertarono per nulla attratte dal fascino della penitenza, e persino lo resero teatro delle loro turpitudini” . Questi legati saranno successivamente raggruppati per una migliore organizzazione amministrativa nel cosiddetto Istituto Lodroneo. Nel 1601 con la morte della moglie diventò novizio cappuccino col nome di fra' Gianfrancesco.
Il 27 gennaio del 1603 assegnava alla pia opera un consistente suo capitale di 3 000 ducati da riscuotere dal conte Gerolamo Lodron “Barbarubra” di Concesio, che poi diventerà suo successore nella giurisdizione della Contea di Lodrone, con l'obbligo di dispensarli in opere di assistenza.
Sebastiano Paride Lodron morì a Trento nel 1611 e fu sepolto nella Cattedrale di San Vigilio.